# Gergely Boros
Gergely Boros (Szekszárd, 28 de febrero de 1984) es un deportista húngaro que compitió en piragüismo en la modalidad de aguas tranquilas. Ganó 2 medallas en el Campeonato Mundial de Piragüismo, oro en 2007 y plata en 2014, y 4 medallas en el Campeonato Europeo de Piragüismo entre los años 2004 y 2009.

## Palmarés internacional
| Campeonato Mundial | Campeonato Mundial     | Campeonato Mundial | Campeonato Mundial |
| Año                | Lugar                  | Medalla            | Competición        |
| ------------------ | ---------------------- | ------------------ | ------------------ |
| 2007               | Duisburgo (Alemania)   | Medalla de oro     | K4 200 m           |
| 2014               | Moscú (Rusia)          | Medalla de plata   | K2 500 m           |
| Campeonato Europeo |                        |                    |                    |
| Año                | Lugar                  | Medalla            | Competición        |
| 2004               | Poznań (Polonia)       | Medalla de oro     | K4 200 m           |
| 2005               | Poznań (Polonia)       | Medalla de plata   | K1 200 m           |
| 2008               | Milán (Italia)         | Medalla de bronce  | K4 200 m           |
| 2009               | Brandeburgo (Alemania) | Medalla de bronce  | K4 200 m           |